# Opuntia alko-tuna
Opuntia alko-tuna ist eine Pflanzenart in der Gattung der Opuntien (Opuntia) aus der Familie der Kakteengewächse (Cactaceae). Das Artepitheton alko-tuna ist ein einheimischer Name und bedeutet (Quechua alko „Hund“ + span. tuna „Feigenkaktus“): „Hundekaktus“.

## Beschreibung
Opuntia alko-tuna wächst strauchig, ist aufrecht, reich verzweigt und erreicht Wuchshöhen von bis zu 1,4 Meter. Es wird ein deutlicher Stamm von bis zu 10 Zentimeter Durchmesser ausgebildet. Die grünen, dicken, eiförmigen bis abgeflachten und gerundeten Triebabschnitte sind etwas gehöckert. Sie sind bis zu 18 Zentimeter lang und 11 Zentimeter breit. Die Areolen sind grau, die Glochiden bräunlich. Die zwei bis sechs pfriemlichen Dornen sind grau und 1 bis 5 Zentimetern lang.
Die radförmigen, gelben Blüten erreichen eine Länge von 6 bis 7 Zentimeter. Die birnenförmigen grünen Früchte weisen Durchmesser von bis zu 4 Zentimeter auf.

## Verbreitung und Systematik
Opuntia alko-tuna ist in Bolivien im Departamento Cochabamba in Höhenlagen von etwa 2700 Metern verbreitet.
Die Erstbeschreibung erfolgte 1950 durch Martín Cárdenas.

## Nachweise